# 다카다 에이지
다카다 에이지(일본어: 高田 栄二, 1974년 10월 21일 ~ )는 일본의 전 축구 선수이다.

## 구단 경력
과거 가와사키 프론탈레에서 활동하였다.